# Underplating
L'underplating è l'accumulo di materiale parzialmente fuso alla base della crosta terrestre che avviene durante la subduzione di una placca oceanica sotto una placca continentale.
 
La fusione parziale è indotta da un abbassamento della temperatura di fusione, il solidus, per effetto dell'acqua e di altre sostanze volatili fornite dalle transizioni di fase nella zona di subduzione. Quando la parte parzialmente fusa e galleggiante sale verso l'alto attraverso il mantello, di solito si ferma alla base della crosta terrestre e tende a ristagnare in quel punto. Questo avviene perché la crosta in genere è meno densa del magma sottostante e questo è il punto in cui si raggiunge il valore di equilibrio della galleggiabilità.  
La parte in fusione resta in questa posizione finché non si fraziona (attraverso processi MASH) in maniera sufficiente da rendere la parte restante meno densa della roccia che la circonda; la parte fusa continuerà quindi la risalita all'interno della crosta, lasciandosi dietro i minerali femici che si erano cristallizzati durante la cristallizzazione frazionata. L'insieme dei minerali che rimangono dietro è tipicamente mafico o ultramafico, ed è responsabile dell'anomalia sismica che indica la presenza di materiale di underplating.